# Tetsuya Theodore Fujita
Tetsuya Theodore Fujita (in giapponese 藤田 哲也?; Kitakyūshū, 23 ottobre 1920 – Chicago, 19 novembre 1998) è stato un meteorologo giapponese naturalizzato statunitense.
Contribuì notevolmente allo studio dei fenomeni meteorologici come uragani, tempeste e tornadi. È conosciuto principalmente per aver proposto una scala di classificazione dei tornadi, che porta il suo nome, e per aver coniato i termini "downburst" e "microburst".

## Biografia
Nacque nel villaggio di Sone, nella Prefettura di Fukuoka, un'area che ora fa parte di Kitakyushu. Studiò e insegno al Kyushu Institute of Technology. Durante la seconda guerra mondiale, dopo lo sgancio della bomba atomica su Hiroshima e Nagasaki, venne incaricato di determinare l'altitudine e la posizione della detonazione. In seguito allo studio dei danni provocati dall'esplosione, che determinò anche la formazione di numerosi tornadi, creò e definì i termini "downburst" e "microburst" e iniziò a descrivere questi fenomeni.
Nel 1953 conseguì il dottorato presso l'Università di Tokio con uno studio sull'analisi dei tifoni. Inviò i risultati di questo studio al meteorologo Horace R. Byers dell'Università di Chicago, che lo invitò a lavorare con lui per effettuare delle ricerche sulla mesoscala. Si trasferì quindi a Tokio e lavorò come ricercatore dal 1953 al 1955. Nel 1956 divenne direttore del Mesoscale Meteorology Research Project, dal 1962 divenne professore associato di geofisica e dal 1965 professore ordinario. Dal 1964 al 1987 diresse il progetto di ricerca sui satelliti e sulla mesometeorologia. Si ritirò dall'insegnamento nel 1990. Morì a Chicago il 19 novembre 1998.
Nel 2013 sono state ritrovate 37 fotografie scattate all'epoca dei bombardamenti su Hiroshima e Nagasaki, alcuni di questi scatti sono stati attribuiti a Fujita. La famiglia le ha donate al Museo della bomba atomica di Nagasaki assieme ad altra documentazione.

## Contributi
Oltre ad aver scoperto i downbrust e i microburst, sviluppò la scala Fujita, che differenzia l'intensità dei tornadi e collega i danni alla velocità del vento. Grazie a queste ricerche, spesso veniva chiamato "Mr. Tornado" dai suoi collaboratori e dai media. Studiò e mappò i percorsi del tornado di Lubbock in Texas avvenuto l'11 maggio 1970. Attraverso l'analisi fotometrica di filmati e immagini, stabilì le velocità del vento a varie altezze sulla superficie dei vortici dei tornadi.
In seguito all'incidente aereo del volo Eastern Air Lines 66, avvenuto il 24 giugno 1975 all'aeroporto internazionale Louis Armstrong di New Orleans che causò la morte di 113 persone, la compagnia aerea Eastern Air Lines incaricò Fujita di effettuare ulteriori indagini oltre a quelle già svolte dal NTSB. Fujita identificò "cellule di intense variazioni", che definì essere "celle di downburst", e determinò che l'aereo avrebbe potuto essere "gravemente colpito da una corrente d'aria discendente". Fujita propose nuovi metodi per rilevare e identificare downburst, compresa l'installazione di ulteriori dispositivi di monitoraggio meteorologico alle estremità di avvicinamento delle piste attive, e propose anche lo sviluppo di nuove procedure per comunicare immediatamente il rilevamento di downburst agli aeromobili in arrivo.
La teoria sui downburst di Fujita non fu immediatamente accettata dalla comunità meteorologica dell'aviazione. Nella primavera del 1978 iniziò una serie di osservazioni nell'ambito del progetto NIMROD per documentare il fenomeno delle precipitazioni temporali utilizzando tre radar Doppler, ventisette anemometri e foto satellitari. Queste ricerche e quelle successive, effettuate in seguito agli gli incidenti del volo Pan Am 759 nel 1982 e del volo Delta Airlines 191 nel 1985, spinsero la comunità aeronautica a rivalutare e accettare le teorie di Fujita e a ricercare seriamente sistemi di rilevamento di downburst e microburst. Nell'addestramento dei piloti vengono utilizzate in tutto il mondo le tecniche da lui testate.
Fujita studiò anche i tornadi a vortice multiplo, che sono caratterizzati da vortici di aspirazione più piccoli che ruotano all'interno di una nube "madre" più grande. Grazie alle sue ricerche, stabilì che questi eventi non sono rari come si credeva in precedenza, ma che i tornadi più potenti sono composti da più vortici. Sviluppò anche il concetto di "occhio" dei cicloni tropicali.  

## Riconoscimenti
- Secondo premio "Kamura" - Kyushu Institute of Technology (1965)[6]
- NASA Distinguished Public Service Medal (1979)[17]
- Medaglia d'oro "Vermeil" - Académie de l'air et de l'espace (1989)[17]
- Premio "Fujiwara" - società meteorologica giapponese (1990)[6]